# Pagramantis
Pagramantis is een plaats in het Litouwse district Tauragė. De plaats telt 569 inwoners (2001).